# Коцежев-Полудньовий (гміна)
Гміна Коцежев-Полудньови (пол. Gmina Kocierzew Południowy) — сільська гміна у центральній Польщі. Належить до Ловицького повіту Лодзинського воєводства.
Станом на 31 грудня 2011 у гміні проживало 4432 особи.

## Площа
Згідно з даними за 2007 рік площа гміни становила 93.54 км², у тому числі:
- орні землі: 93.00%
- ліси: 2.00%

Таким чином, площа гміни становить 9.48% площі повіту.

## Населення
Станом на 31 грудня 2011:
| Опис     | Загалом | Загалом | Чоловіки | Чоловіки | Жінки | Жінки |
| -------- | ------- | ------- | -------- | -------- | ----- | ----- |
| одиниця  | осіб    | %       | осіб     | %        | осіб  | %     |
| все      | 4432    | 100     | 2239     | 50.52    | 2193  | 49.48 |
| міське   | 0       | 100     | 0        |          | 0     |       |
| сільське | 4432    | 100     | 2239     | 50.52    | 2193  | 49.48 |

## Сусідні гміни
Гміна Коцежев-Полудньови межує з такими гмінами: Ілув, Кернозя, Лович, Неборув, Нова-Суха, Рибно, Хонсно.